# Wettenburg
Die Wettenburg ist eine nach der Abschnittsbefestigung Wettenburg benannte Anhöhe in der Mainschleife bei Urphar im Osten der Gemarkung Kreuzwertheim im unterfränkischen Landkreis Main-Spessart in Bayern. Die Flussschleife war bereits vor Jahrtausenden besiedelt und beherbergte noch um 400 n. Chr. eine befestigte Höhensiedlung der Völkerwanderungszeit. Insgesamt lassen sich vier Siedlungsphasen nachweisen:
Bereits in der Zeit der jüngeren Michelsberger Kultur befand sich eine vermutlich befestigte Siedlung auf der verkehrsgünstig gelegenen Flussschleife nahe der Taubermündung. Während der jüngeren Urnenfelderzeit war eine mit einer Holz-Erde Befestigung gesicherte Siedlung mit einer sozial gehobenen Bevölkerungsschicht vorhanden. In der Späthallstatt- und Frühlatènezeit gab es eine Siedlung mit Befestigung inklusive einer Trockenmauerverblendung auf dem Berg, die ebenfalls den ranghohen Status einiger Bewohner anzeigt.
Die aufwändigste Befestigung erfolgte während der Zeit der Völkerwanderung, als der Berg mit Befestigungen aus über sechs Meter breiten, zweischaligen Trockenmauern mit Ankerbalken und Frontständern gesichert war. Daran sind römische Einflüsse während dieser Zeit zu erkennen, was durch zahlreiche, teils wertvolle römische Funde bestätigt wird. Die Bewohner waren nach den gefundenen Keramik- und Trachtenbestandteilen allerdings germanisch, zunächst wahrscheinlich sogar Burgunder, später Alamannen. Sogar der Sitz eines burgundischen Gaukönigs bzw. ein ostgermanisch-burgundisches Foederaten-Lager wird dort vermutet. Während Ackerbaugeräte in den Funden fehlen, sind handwerkliches und militärisches Gerät sowie Gegenstände zur Tierhaltung nachweisbar. Die Besiedlung während der Völkerwanderungszeit ist vom Ende des 4. Jahrhunderts bis zur Mitte des 5. Jahrhunderts belegt. Neben dem außergewöhnlichen Fundmaterial erbrachte der Nachweis dieser Höhenbefestigung einen der seltenen Belege eines Befestigungssystems im freien Germanien.
Einige Einzelfunde stammen darüber hinaus auch aus Epochen, die sich keiner dieser vier Phasen zuordnen lassen, der Spätlatènezeit, dem Mittelalter und der Neuzeit.
Über die Wettenburg führte in Nord-Süd-Richtung die Heristrata, heute der “Heu(n)weg”, der als Fernweg bei Urphar den Main überquerte.

## Sagen
- Ludwig Bechstein: Die Wettenburg[1]